# Blue Ridge Mountains
Blue Ridge Mountains (česky doslova „Hory modrého hřebene“, někdy „Modré hory“), případně jen Blue Ridge jsou fyzickogeografickou provincií Appalačského pohoří. Tato provincie sestává ze severní a jižní fyzickogeografické oblasti, které se rozdělují v blízkosti propasti, jíž protéká řeka Roanoke. Blue Ridge Mountains se nachází ve východní části Spojených států a táhnou se z Georgie až po Pensylvánii. Západně od Blue Ridge se nachází Velké appalačské údolí. Nejvyšším vrcholem Blue Ridge je hora Mount Mitchell o výšce 2037 m n. m.
Pohoří vzniklo během Grenvillského vrásnění a je geologicky tvořeno žulami, rulami a vápenci. Svůj název získalo pohoří podle namodralé barvy, která je patrná z větších vzdáleností. Součástí pohoří Blue Ridge Mountains se nachází dva hlavní národní parky, a to národní park Shenandoah v jeho severní části a národní park Great Smoky Mountains v jeho jižní části. Pohořím také prochází 755 kilometrů dlouhá silnice Blue Ridge Parkway.

## Odraz v kultuře
Pohoří Blue Ridge je zmíněno v textu jedné z nejoblíbenějších country písní Johna Denvera Take Me Home, Country Roads (v české verzi Pavla Bobka Veď mě dál, cesto má však nikoliv):
"Almost Heaven, West Virginia, Blue Ridge Mountains, Shenandoah River, ..."